# Westeuropäische Jäger und Sammler

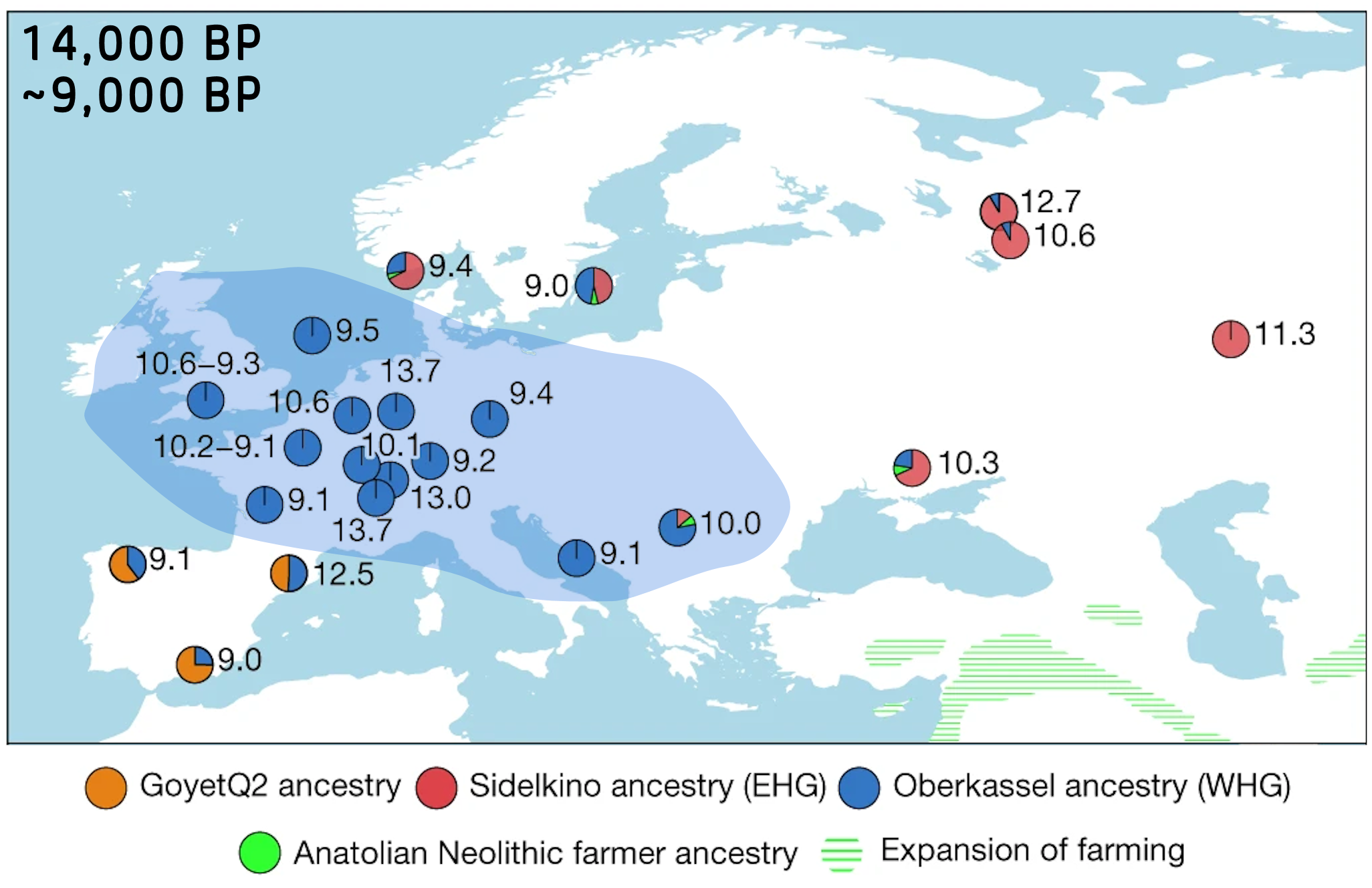
Genetische Abstammung von Jägern und Sammlern in Europa vor 14.000 und 9.000 Jahren, mit dem Hauptgebiet der westlichen Jäger und Sammler (WHG) in blau. Die Zahlen entsprechen den kalibrierten Probendaten

In der Archäogenetik bezeichnet der Begriff Westeuropäische Jäger und Sammler bzw. Westliche Jäger und Sammler (englisch: Western Hunter-Gatherer, WHG), eine Population mesolithischer Jäger und Sammler, die nach dem Rückzug des Eisschilds des letzteiszeitlichen Maximums über West-, Süd- und Mitteleuropa verstreut vor ca. 15.000 bis 5.000 Jahren lebten. Ihr Erbgut bildet eine Abstammungskomponente der modernen Europäer.
Zusammen mit den skandinavischen Jägern und Sammlern (SHG) und den osteuropäischen Jägern und Sammlern (EHG) bildeten die WHG eine der drei wichtigsten genetischen Gruppen in der Nacheiszeit des frühen Holozäns in Europa. Die Grenze zwischen westlichen und östlichen Jägern und Sammlern verlief ungefähr von der unteren Donau nach Norden entlang der westlichen Wälder des Dnjepr in Richtung der westlichen Ostsee.
Die skandinavischen Jäger und Sammler waren wiederum zu fast gleichen Teilen eine Mischung aus östlichen und westlichen Jägern und Sammler. Die WHG, die einst die Hauptbevölkerung in ganz Europa darstellten, wurden im frühen Neolithikum durch die sukzessive Ausbreitung der frühen europäischen Bauern (Early European Farmers, EEFs) weitgehend verdrängt, erlebten aber im Mittelneolithikum ein Wiederaufleben. Während des Spätneolithikums und der frühen Bronzezeit begannen die vermutlich indoeuropäischen Westlichen Steppenhirten (WSH) aus der pontisch-kaspischen Steppe eine massive Expansion, die die WHG weiter verdrängte. Unter den heutigen Populationen sind WHG-Vorfahren am häufigsten bei den Populationen des östlichen Baltikums zu finden.

## Forschung
Die westeuropäischen Jäger und Sammler (WHG) sind als eine der drei hauptsächlichen Populationen anerkannt, die zur Abstammung der modernen Europäer beigetragen haben. Die meisten Europäer sind eine Mischung aus westeuropäischen Jägern und Sammlern, frühen europäischen Bauern sowie Hirten aus der pontisch-kaspischen Steppe. Die WHG trugen auch zur Abstammung anderer alter Gruppen bei, wie z. B. die der frühen europäischen Bauern (EEF), die jedoch größtenteils von anatolischen Bauern abstammen. Mit der neolithischen Expansion dominierten die EEF den Genpool in den meisten Teilen Europas, obwohl die WHG-Abstammung in Westeuropa vom frühen Neolithikum bis zum mittleren Neolithikum wieder auflebte.

### Expansion nach Kontinentaleuropa (12.000 v. Chr.)

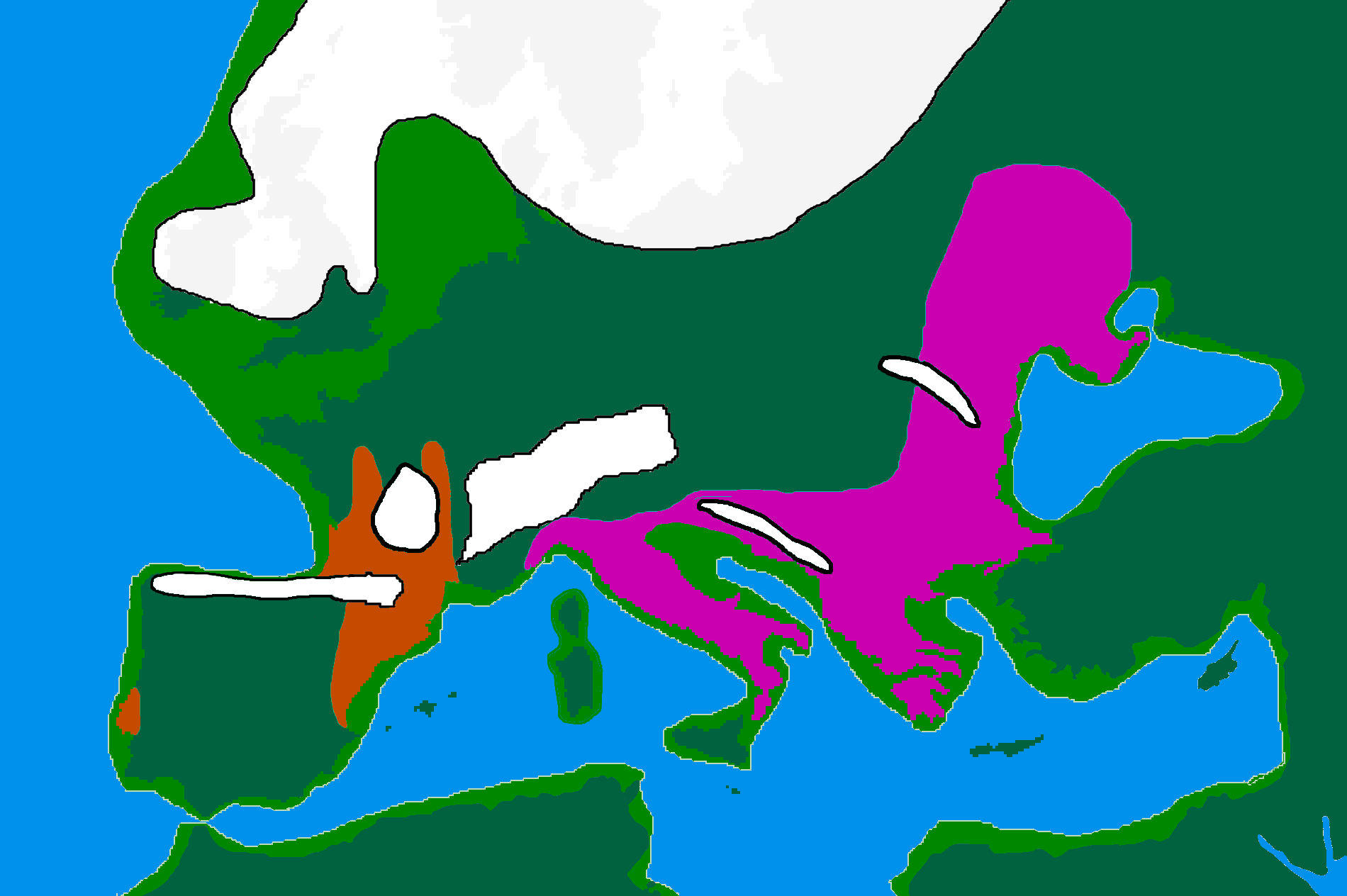
Refugien des letzten glazialen Maximums vor ca. 20.000 Jahren
Solutréen-Kultur
Epigravettien Kultur

Man geht davon aus, dass die WHG vor etwa 14.000 Jahren während des Bølling-Allerød-Interstadials entstanden sind, also während der ersten großen Erwärmungsperiode nach der Eiszeit. Sie stehen für eine große Populationsverschiebung innerhalb Europas am Ende der Eiszeit, wahrscheinlich eine Bevölkerungsexpansion nach Kontinentaleuropa, aus südosteuropäischen oder westasiatischen Refugien. Man nimmt an, dass sich ihre Vorfahren um 38.000 v. Chr. von den Osteurasiern und vor 22.000 v. Chr. (dem geschätzten Alter des Mal'ta-Jungen) von den alten Nordeurasiern (ANE) getrennt haben. Dieses Datum wurde später durch die Funde der Yana Rhinoceros Horn Site weiter nach hinten verschoben, auf etwa 36.000 v. Chr., kurz nach der Divergenz der west- und osteurasischen Abstammungslinien. Die WHG wiesen eine höhere Affinität zu alten und modernen Populationen des Nahen Ostens auf als frühere paläolithische Europäer wie die Gravettien-Kultur. Die Affinität zu alten Populationen des Nahen Ostens in Europa nahm nach dem letzten glazialen Maximum zu und korrelierte mit der Ausbreitung der WHG. Es gibt auch Belege für einen bidirektionalen Genfluss zwischen WHG und Populationen des Nahen Ostens bereits vor 15.000 Jahren. Die WHG-assoziierten Überreste gehörten in erster Linie zu den menschlichen Y-Chromosom-Haplogruppen I-M170 mit einer geringeren Häufigkeit von C-F3393 (insbesondere der Klade C-V20/C1a2), die häufig bei früheren paläolithischen europäischen Überresten wie beim Fundplatz Sungir gefunden wurde. Die väterliche Haplogruppe C-V20 ist noch immer bei Männern im heutigen Spanien zu finden, was die langjährige Präsenz dieser Linie in Westeuropa belegt. Ihre mitochondrialen Chromosomen gehörten hauptsächlich zur Haplogruppe U5.
In einer genetischen Studie, die im März 2023 in Nature veröffentlicht wurde, fanden die Autoren heraus, dass die Vorfahren der WHG Populationen waren, die mit der epigravettischen Kultur assoziiert waren, welche die mit der magdalénischen Kultur assoziierten Populationen vor etwa 14.000 Jahren weitgehend ersetzte (die Vorfahren der mit dem Magdalénien assoziierten Individuen waren die mit der westlichen gravettischen, solutreeischen und aurignacischen Kultur assoziierten Populationen).
Es gibt Hinweise darauf, dass das WHG Risikoallele für Diabetes mellitus und Alzheimer tragen.

### Interaktion mit anderen Bevölkerungsgruppen

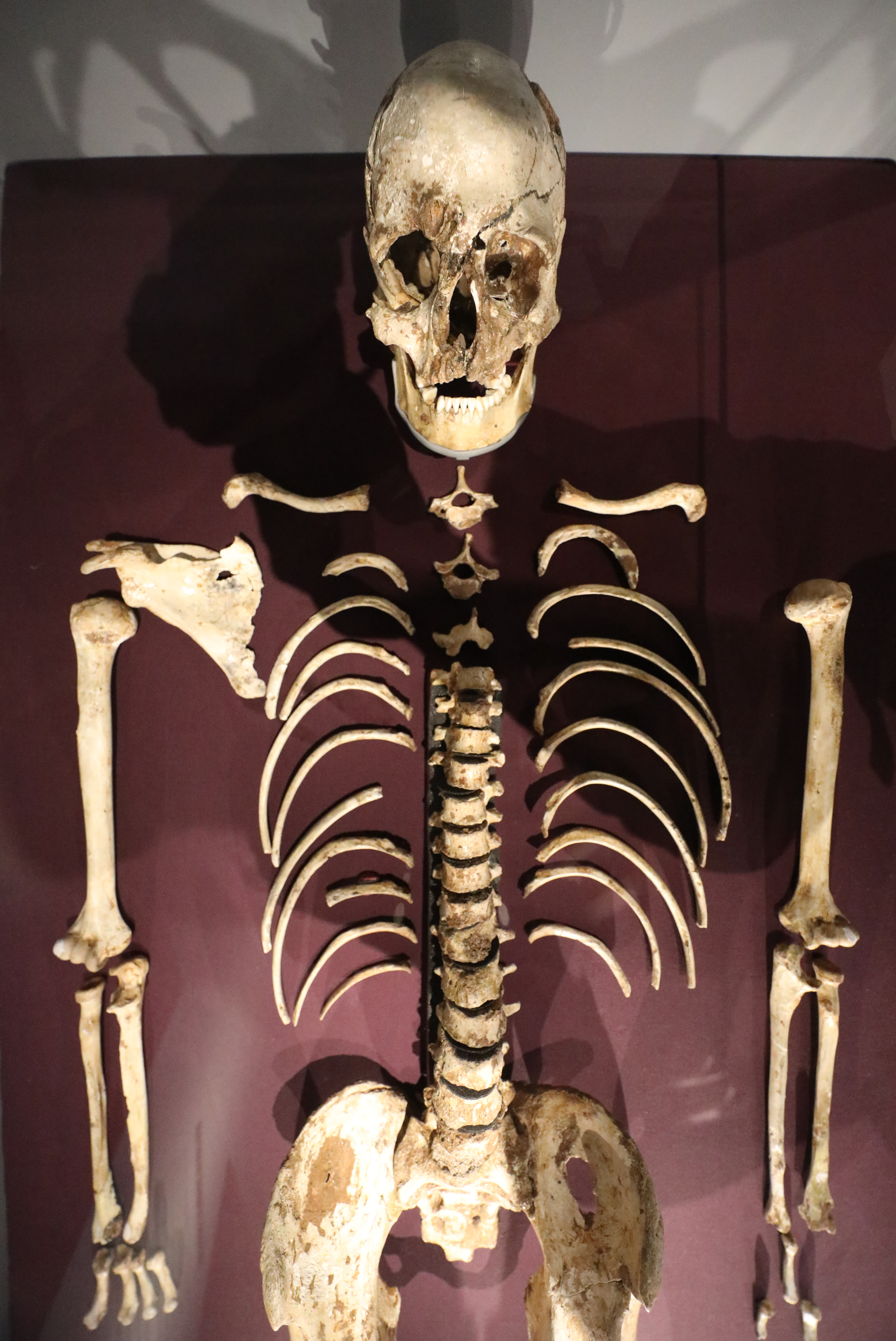
Der Cheddar-Mann, der in Großbritannien gefunden wurde, hatte einen ähnlichen Genotyp wie andere westliche Jäger und Sammler.

Es wurde auch festgestellt, dass die WHG zur Abstammung von Populationen an den Grenzen Europas wie den frühen anatolischen Bauern und den alten Nordwestafrikanern beigesteuert haben, sowie andere europäische Gruppen wie die osteuropäischen Jäger und Sammler. Die Beziehung zwischen WHGs und EHGs ist nicht eindeutig geklärt.
Die Menschen der mesolithischen Kunda-Kultur und der Narva-Kultur des östlichen Baltikums waren eine Mischung aus WHG und EHG, wobei die engste Verwandtschaft mit WHG besteht. Proben aus dem ukrainischen Mesolithikum und Neolithikum wiesen eine enge Clusterung zwischen WHG und EHG auf, was auf eine genetische Kontinuität in den Stromschnellen des Dnjepr über einen Zeitraum von 4.000 Jahren hindeutet. Die ukrainischen Proben gehörten ausschließlich zur mütterlichen Haplogruppe U, die in etwa 80 % aller europäischen Jäger- und Sammlerproben zu finden ist.
Die Menschen der Kammkeramischen Kultur des östlichen Baltikums waren eng mit den EHG verwandt. Im Gegensatz zu den meisten WHG haben die WHG des östlichen Baltikums während des Neolithikums keine Beimischung von europäischen Bauern erhalten. Die modernen Populationen des östlichen Baltikums weisen daher einen größeren Anteil an WHG-Vorfahren auf als jede andere Population in Europa.
Es wurde festgestellt, dass SHGs eine Mischung aus WHG-Komponenten enthalten, die wahrscheinlich aus dem Süden nach Skandinavien eingewandert waren, und EHGs, die später aus dem Nordosten entlang der norwegischen Küste nach Skandinavien eingewandert waren. Diese Hypothese wird durch den Nachweis gestützt, dass SHGs aus West- und Nordskandinavien weniger WHG-Abstammung hatten (ca. 51 %) als Individuen aus Ostskandinavien (ca. 62 %). Es wird angenommen, dass die WHGs, die nach Skandinavien kamen, zur Ahrensburger Kultur gehörten. EHGs und WHGs wiesen geringere Allelhäufigkeiten von SLC45A2 und SLC24A5 auf, die eine Depigmentierung verursachen, sowie von OCA/Herc2, das eine helle Augenfarbe verursacht, als SHGs.
Die DNA von elf WHG aus dem Jungpaläolithikum und Mesolithikum in Westeuropa, Mitteleuropa und dem Balkan wurde im Hinblick auf ihre Y-DNA-Haplogruppen und mtDNA-Haplogruppen analysiert. Die Analyse deutet darauf hin, dass die WHG einst von der Atlantikküste im Westen über Sizilien im Süden bis zum Balkan im Südosten über mehr als sechstausend Jahre weit verbreitet waren.

#### Verdrängung durch neolithische Bauern

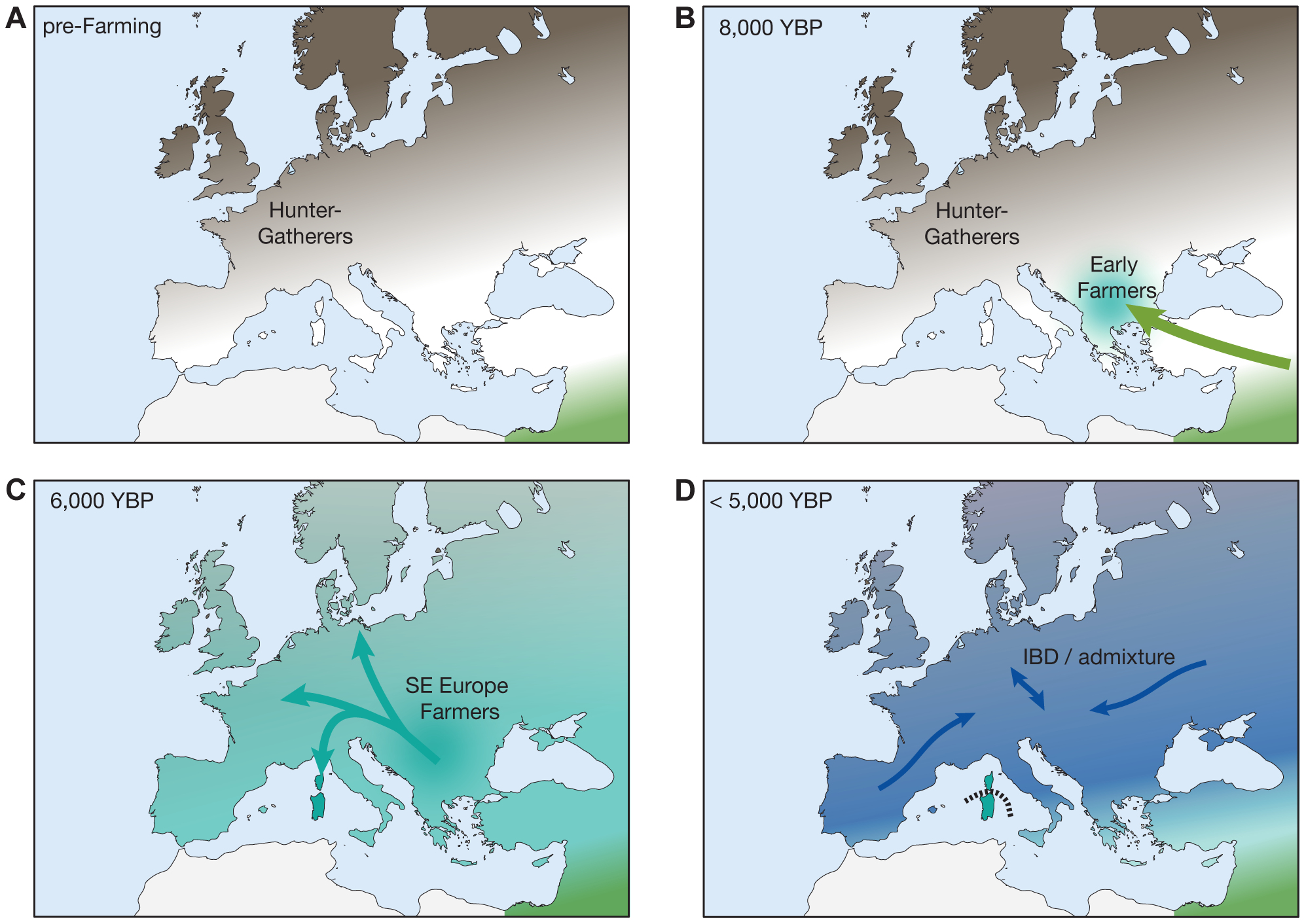
Vereinfachtes Modell der demografischen Geschichte der Europäer während des Neolithikums und der neolithischen Revolution, die die Landwirtschaft einführte.

In einer bahnbrechenden Studie aus dem Jahr 2014 wurde erstmals der Beitrag von drei Hauptkomponenten zu den modernen europäischen Abstammungslinien ermittelt: die westlichen Jäger und Sammler (WHG, mit Anteilen von bis zu 50 % in Nordeuropa), die alten Nordeurasier (ANE, oberpaläolithische Sibirier, mit Anteilen von bis zu 20 %) und schließlich die frühen europäischen Bauern (EEF, Ackerbauern hauptsächlich nahöstlichen Ursprungs, die vor etwa 8.000 Jahren nach Europa einwanderten, heute mit Anteilen von etwa 30 % im Baltikum bis zu etwa 90 % im Mittelmeerraum vertreten). Die Komponente der frühen Bauern wurde anhand des Genoms einer Frau identifiziert, die vor ca. 7.000 Jahren in einem Grab der Linerarbandkeramikkultur in Stuttgart, bestattet wurde.
Eine Studie aus dem Jahr 2014 ergab Hinweise auf eine genetische Vermischung zwischen WHG und EEF in ganz Europa, wobei der größte Beitrag von EEF in Europa im Mittelmeerraum (insbesondere in Sardinien, Sizilien, Malta und unter aschkenasischen Juden) und der größte Beitrag von WHG in Nordeuropa und unter Basken zu verzeichnen war.
Seit 2014 haben weitere Studien das Bild der Vermischung zwischen EEF und WHG verfeinert. In einer 2017 durchgeführten Analyse von 180 alten DNA-Datensätzen aus dem Chalkolithikum und Neolithikum aus Ungarn, Deutschland und Spanien wurden Belege für eine längere Phase der Kreuzung gefunden. Die Vermischung fand regional statt, von lokalen Jäger- und Sammlerpopulationen, so dass die Populationen aus den drei Regionen (Deutschland, Iberien und Ungarn) in allen Phasen der Jungsteinzeit genetisch unterscheidbar waren, wobei der Anteil der WHG-Abstammung der bäuerlichen Populationen mit der Zeit allmählich zunahm. Dies deutet darauf hin, dass es nach der anfänglichen Expansion der frühen Bauern keine weiteren weiträumigen Wanderungen gab, die groß genug gewesen wären, um die bäuerliche Bevölkerung zu homogenisieren, und dass bäuerliche und Jäger- und Sammlerpopulationen viele Jahrhunderte lang nebeneinander existierten. Die Vermischungsraten waren geografisch unterschiedlich; im späten Neolithikum lag die WHG-Abstammung bei den Bauern in Ungarn bei etwa 10 %, in Deutschland bei etwa 25 % und in Iberien sogar bei 50 %.
Um 6000 v. Chr. wurden die WHGs in Italien genetisch fast vollständig durch EEFs ersetzt, obwohl die WHG-Abstammung in den folgenden Jahrtausenden leicht zunahm.
Neolithische Individuen auf den Britischen Inseln standen den iberischen und mitteleuropäischen Populationen des frühen und mittleren Neolithikums nahe, die zu etwa 75 % von EEF abstammten, während der Rest von WHG in Kontinentaleuropa stammte. In der Folge verdrängten sie den größten Teil der WHG-Bevölkerung auf den Britischen Inseln, ohne sich mit ihnen zu vermischen.
Es wird geschätzt, dass die WHG zwischen 20 und 30 % zur Abstammung der neolithischen EEF-Gruppen in ganz Europa beigetragen haben. Spezifische Anpassungen gegen lokale Krankheitserreger könnten über die mesolithische WHG-Beimischung in neolithische EEF-Populationen eingeführt worden sein.
Eine Studie über mesolithische Jäger und Sammler aus Dänemark ergab, dass sie mit den westlichen Jägern und Sammlern verwandt sind und mit den Kulturen Maglemose, Kongemose und Ertebølle in Verbindung gebracht werden können. Sie wiesen eine "genetische Homogenität von etwa 10.500 bis 5.900 kalibrierten Jahren vor heute" auf, bis "neolithische Bauern mit anatolischer Abstammung eintrafen". Der Übergang zum Neolithikum war "sehr abrupt und führte zu einem Bevölkerungswechsel mit einem begrenzten genetischen Beitrag von lokalen Jägern und Sammlern. Die nachfolgende Bevölkerung wurde mit der Trichterbecherkultur in Verbindung gebracht.

## Aussehen

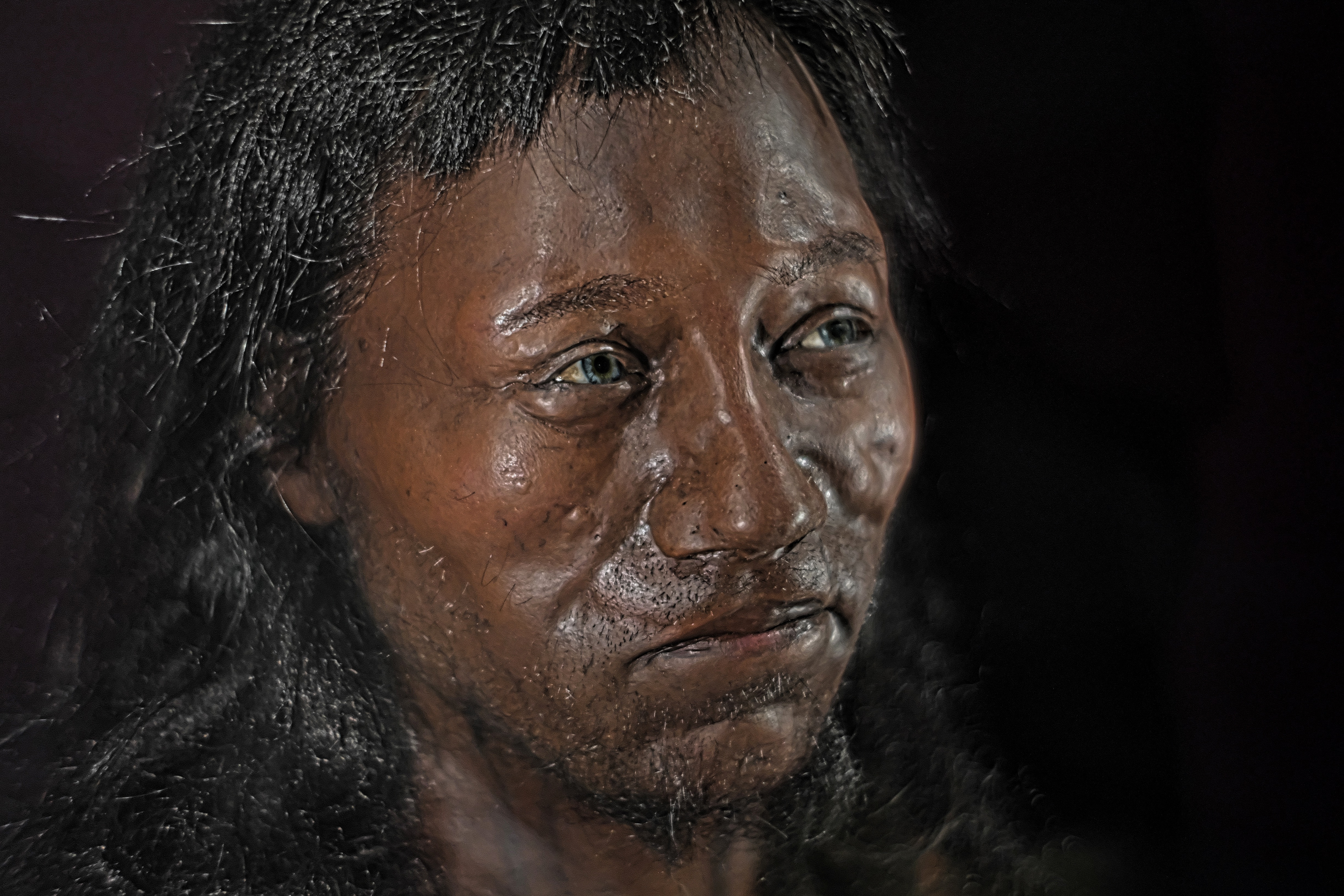
Rekonstruierter Kopf des in England gefundenen Cheddar Man (datiert auf ca. 8540–8230 v. Chr.), basierend auf der Form seines Schädels und einer DNA-Analyse, gezeigt im National History Museum in London (2019).

Laut David Reich haben DNA-Analysen gezeigt, dass die westlichen Jäger und Sammler in der Regel dunkelhäutig, dunkelhaarig und blauäugig waren. Die dunkle Haut war auf ihre Herkunft aus Afrika zurückzuführen (alle Homo-sapiens-Populationen hatten ursprünglich dunkle Haut), während die blauen Augen das Ergebnis einer Variation in ihrem OCA2-Gen waren, die eine Depigmentierung der Iris verursachte.
Der Archäologe Graeme Warren sagte, dass ihre Hautfarbe von olivfarben bis schwarz reichte, und spekulierte, dass sie eine regionale Vielfalt an Augen- und Haarfarben gehabt haben könnten. Dies unterscheidet sich deutlich von den entfernt verwandten osteuropäischen Jägern und Sammlern, von denen man annimmt, dass sie hellhäutig, braun- oder blauäugig und dunkel- oder hellhaarig waren.
Laut einer Studie aus dem Jahr 2020 führte die Ankunft der frühen europäischen Bauern (EEF) aus Westanatolien vor 8500 bis 5000 Jahren zusammen mit den westlichen Steppenhirten während der Bronzezeit zu einer raschen Entwicklung der europäischen Bevölkerungen hin zu hellerer Haut und hellerem Haar. Blonde Haare traten offenbar erstmals in Sibirien auf und wurden von dort nach Europa eingeführt. Die Vermischung zwischen Jäger- und Sammlerpopulationen und landwirtschaftlichen Populationen trat offenbar gelegentlich auf, war aber nicht weit verbreitet.

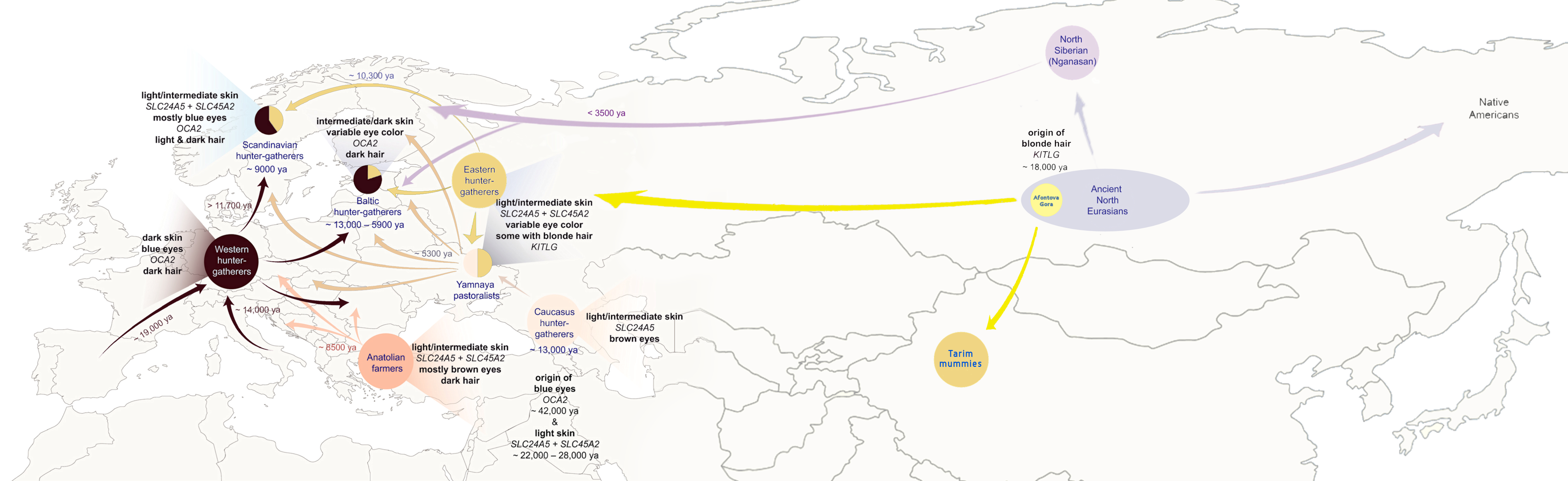
Entwicklung der Phänotypen des Jungpaläolithikums und Neolithikums in Eurasien. Dunkelhäutige westliche Jäger und Sammler lebten in Westeuropa und breiteten sich bis zu einem gewissen Grad nach Nord- und Osteuropa aus.

Einige Autoren haben sich vorsichtiger zu Rekonstruktionen der Hautpigmentierung geäußert. Die Genetikerin Susan Walsh von der Indiana University-Purdue University Indianapolis, die am Projekt Cheddar Man mitgearbeitet hat, sagte, dass „wir seine Hautfarbe einfach nicht wissen“. Der deutsche Biochemiker Johannes Krause stellte fest, dass wir nicht wissen, ob die Hautfarbe der westeuropäischen Jäger und Sammler mehr Ähnlichkeit mit der Hautfarbe von Menschen aus dem heutigen Zentralafrika oder von Menschen aus dem arabischen Raum hatte. Sicher ist nur, dass sie keine der bekannten Mutationen trugen, die für die helle Haut der späteren europäischen Populationen verantwortlich sind.
Eine Studie aus dem Jahr 2024, die sich mit der genomischen Abstammung und der sozialen Dynamik der letzten Jäger und Sammler im atlantischen Frankreich befasst, kommt zu dem Schluss, dass „wir eine gewisse phänotypische Vielfalt während des Spätmesolithikums in Frankreich feststellen“, wobei zwei der in der Studie sequenzierten WHG „wahrscheinlich eine blasse bis mittlere Hautpigmentierung hatten“, aber „die meisten Individuen die für WHG charakteristische dunkle Haut und blaue Augen haben“.